# Гербовый зал дворца в Синтре
Ге́рбовый зал Национа́льного дворца́ в Си́нтре (порт. Sala de Sintra; Sala dos Brasões; Sala das Armas) — парадный интерьер Национального дворца в Синтре. Создавался с 1508 года. На потолке представлены герб португальского короля Мануэла I, 8 гербов принцев и принцесс, 71 герб представителей знатных фамилий Португалии (59-е место не заполнено).

## Оформление
Стены зала украшены мозаичными панно из азулежу. Над ними по периметру заглавными буквами запечатлён девиз:
«Поскольку искренними усилиями
была добыта верная служба
этим и ему подобными делами
она должна увековечиваться»
В центре потолка представлен герб португальского короля Мануэла I, вокруг которого расположились гербы шести принцев и двух принцесс. Ниже них размещена 71 картина с гербами титулованной знати эпохи короля Мануэла I (ныне место 59, где должен был бы изображаться герб рода Коэлью (Coelhos), остаётся пустым). На каждой картине олень несёт геральдический щит с гербом знатного рода, между его рогами изображён нашлемник. В ближнем к гербу короля поясе картин разместились гербы наиболее славных и преданных португальской короне родов. Ниже следуют гербы по большей части менее насыщенные геральдической символикой.
Первые исследования гербов представителей португальской знати производились с 1495 по 1509 год, когда Мануэл I отправил своих геральдистов для изысканий в королевства Франции, Кастилии и Англии, результатом чего стала «Книга главного оружейника» (Livro do Armeiro-Mor, 1509), материал которой стал основой для более нового и улучшенного армориала — «Книги знати и усовершенствованных гербов» (или «Книги Торре ду Томбу»), — созданной при правлении короля Жуана III с 1521 по 1541 год.

## Орфография
Для большинстве гербов зала (56 изображений) при указании фамилий используется множественное число, что в португальском языке означает всех членов рода; для некоторых гербов (16 изображений) — единственное число. Их русская транскрипция соответствует современной орфографии португальского языка и дана в единственном числе.
В скобках приведено оригинальное латинское написание, после которого указан современный вариант (при наличии расхождений из-за орфографической реформы 1911 года). В трёх отдельно отмеченных случаях при реставрации картин написание фамилий было ошибочно изменено.

## Расположение гербов
- A — герб Мануэла I[4]

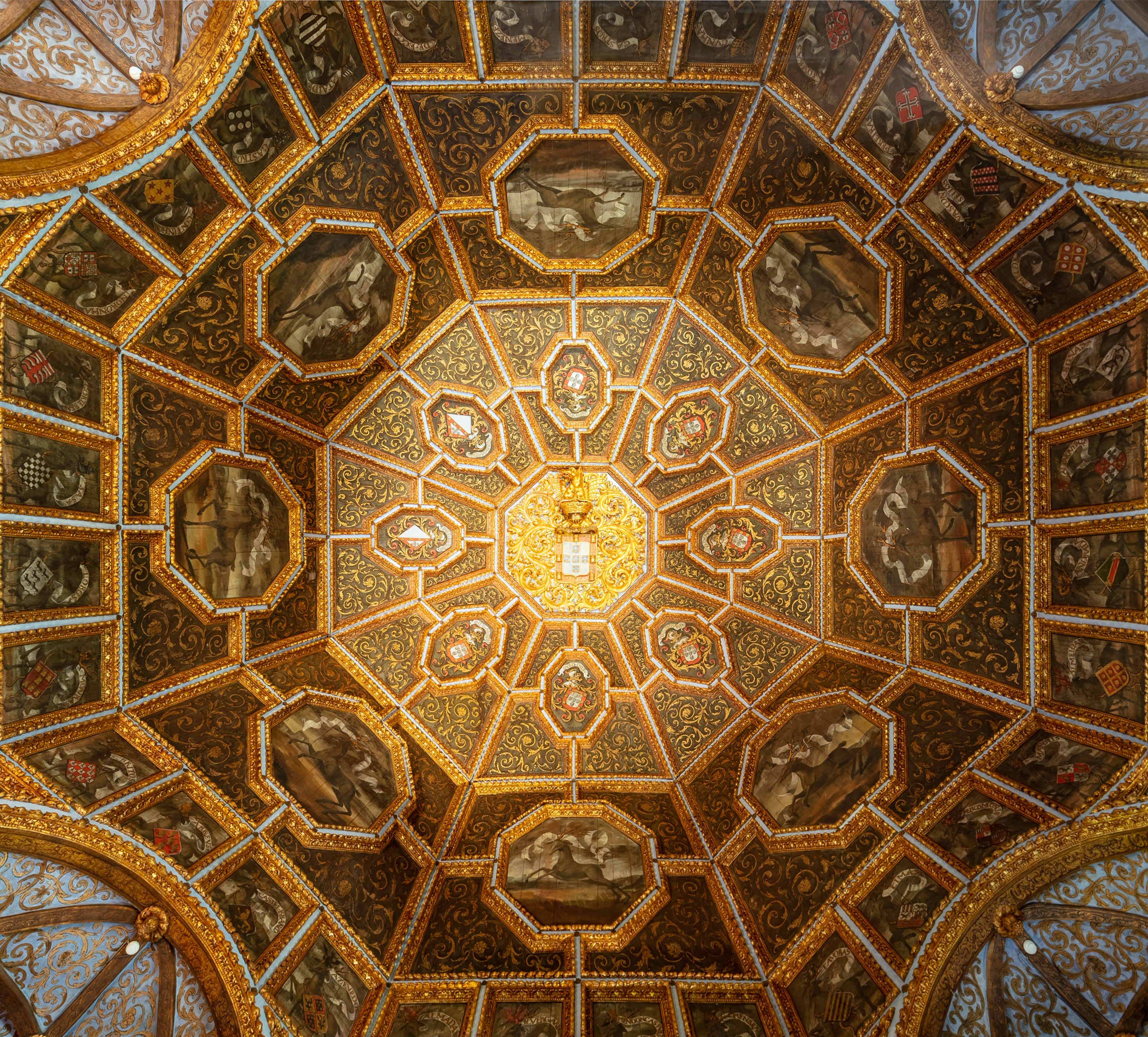
На потолке видна верхняя часть декора с 1-м поясом гербов особо знатных фамилий

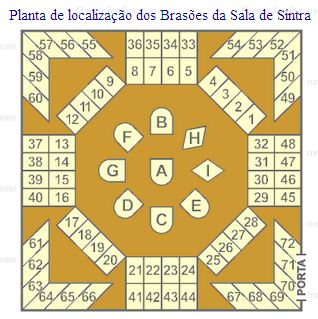
Схема расположения гербов

- B — инфант Жуан (Inf. D. Yoam > João)[4]
- C — инфант Луиш (Inf. D. Lvis > Luís)[5]
- D — инфант Фернанду (Inf. D. Fernando)[5]
- E — инфант Афонсу (Inf. D. Afonso)[5]
- F — инфант Энрике (Inf. D. Enriqve > Enrique)[5]
- G — инфант Дуарте (Inf. D. Dvarte > Duarte)[5]
- H — инфанта Изабел (Inf. D. Isabel)[5]
- I — инфанта Беатриш (Inf. D. Beatris)[5]
- 01 — Норонья[порт.] (Noronhas). Щит разделён на четверти. На 1-й и 4-й из них — 5 голубых щитков с 5 безантами на каждом расположены в форме  прямого креста; красная кайма вмещает 7 золотых за́мков. На серебряных полях 2-й и 3-й четвертей находятся красно-золотые за́мки, на которых сражаются 2 пурпурных льва с красными языками; на кайме в шахматном порядке расположены золотые и тёмные геральдические фигуры: 20 из них на 2-й четверти и 19 — на 3-й.
- 02 — Коутинью (Covtinhos > Coutinhos). Пять красных пятиконечных звёзд на золотом поле. На нашлемнике красный вооружённый леопард с золотым языком и когтями несёт на плече золотую пятиконечную звезду, а в правой лапе держит венок, сплетённый из красных и золотых цветов[5].
- 03 — Каштру (Castro). На синем поле 6 серебряных геральдических безантов. На нашлемнике: орудие мученического умерщвления св. Екатерины — колесо с серебряными ножами[5].
- 04 — Атаи́де[порт.] (Ataide). На тёмно-синем поле расположены 4 серебряные правые перевязи. Нашлемник: ягуар[5].
- 05 — Эса (De Ecca > Eça). На серебряном поле 5 голубых щитков расположены в форме прямого креста и несут по 12 безантов каждый; крайние щитки обращены своими оконечностями в сердце щита и накрывают верёвку св. Франциска, выложенную в виде внутренней каймы и витого андреевского креста. Нашлемник: вооружённый тёмно-синий орёл с красными когтями и чёрным крестом на груди[5].
- 06 — Менезеш (Menezes > Meneses). На золотом поле золотой же щиток с кольцом в центре. Контуры фигур чёрные. Камень кольца направлен в нижний левый угол. Нашлемник: рождающаяся дева с распущенными волосами и серебряных одеждах, украшенных золотыми ракушками. Левая рука покоится у пояса, а правая несёт геральдический щиток[6].
- 07 — Каштру (Castros). На золотом поле 13 синих кружков, символизирующих фрукты. Нашлемник: золотой вооружённый рождающийся лев с красным языком[7].
- 08 — Кунья (Cvnhas > Cunhas). На золотом поле 9 синих клиньев с направленным остриём вверх. Нашлемник: золотой бескрылый рождающийся дракон с красным языком и 9 клиньями на груди[7].
- 09 — Соуза (Sovsas > Sousas). Щит разделён на 4 части. На серебряных полях 1-й и 4-й четвертей расположены 5 синих щитков в форме прямого креста, каждый несёт по 5 золотых безантов; на красной кайме находятся 7 золотых за́мков; сверху наложена нить в виде косой черты. На красных полях 2-й и 3-й четвертей по одному щитку, составленному из 4-х соединённых щитков (порт. caderna[8]). Нашлемник: золотой за́мок[7].
- 10 — Перейра[порт.] (Pereiras). На красном поле серебряный лилиевидный крест. Нашлемник: красный лилиевидный крест между двух серебряных крыльев[7]. Похожий герб был у Нуну Алвареша Перейры.
- 11 — Вашконселуш[порт.] (Vasconcellos > Vasconcelos). На чёрном поле французского щита три пояса пёстрого беличьего меха волной (червлень на серебре). На нашлемнике: восстающий вооружённый лев с красным языком, несущий геральдические фигуры щита[7].
- 12 — Мелу[порт.] (Melos). На красном поле 6 серебряных безантов между перекладинами венгерского креста и золотой каймой. Нашлемник: вооружённый чёрный орёл с красным клювом, несущий на груди 6 серебряных безантов[7].
- 13 — Силва[порт.] (Silvas). На серебряном поле вооружённый пурпурный лев с красным языком; нашлемник: золотой лев[7].
- 14 — Албукерке (Albvqverqe > Albuquerque)[7]
- 15 — Андрада (Andradas > Andrade)[7]
- 16 — Алмейда (Almeidas)[7]
- 17 — Мануэйш (Manoeis)[7]
- 18 — Фебуж Мониш (Febos Monis)[9]
- 19 — Лима (Limas)[10]
- 20 — Тавора (Tavoras)[10]
- 21 — Энрикеш (Henriqves > Enriques)[10]
- 22 — Мендонса Фуртаду (Mendoncas Fvrtados > Mendonças Furtados)[10]
- 23 — Алвергария (Alvergaria)[10]
- 24 — Алмада (Almadas)[10]
- 25 — Азеведу (Azevedos)[10]
- 26 — Каштелу Бранку (Castel Branco > Castelo Branco)[10]
- 27 — Абреу (Abrevs > Abreus)[10]
- 28 — Бриту (Britos)[10]
- 29 — Моура (Movras > Mouras)[10]
- 30 — Лобу (Lobos)[10]
- 31 — Са (Sas > Sá)[11]
- 32 — Корте Реал (Cortereal > Corte Real)[11]
- 33 — Лемуш (Lemos)[11]
- 34 — Рибейру (Ribeiros)[11]
- 35 — Кабрал (Cabraes > Cabrais)[11]
- 36 — Миранда (Mirandas)[11]
- 37 — Тавареш (Tavares)[11]
- 38 — Машкареньяш (Mascarenhas)[11]
- 39 — Сампаю (Sanpayos > Sampaios)[11]
- 40 — Малафаяш (Malafayas > Malafaias)[11]
- 41 — Мейра (Meiras)[11]
- 42 — Абоин (Aboim)[11]
- 43 — Карвалью (Carvalhos)[11]
- 44 — Мота (Motas)[12]
- 45 — Кошта (Costas)[12]
- 46 — Пезанья (Pesanhas)[12]
- 47 — Пашеку (Pacheco)[12]
- 48 — Соуту Майор (Sovtomaior > Souto Maior)[12]
- 49 — Лобату (Lobatos)[12]
- 50 — Тейшейра (Teixeiras)[12]
- 51 — Валенте (Valente)[12]
- 52 — Серпа (Serpas)[12]
- 53 — Гама (Gama)[12]
- 54 — Ногейра (Nogveira > Nogueira)[12]
- 55 — Бетанкур (Betancor)[12]
- 56 — Гойш (Goes > Gois)[12]
- 57 — Пештана (Pestanas)[3]
- 58 — Баррету (Barretos)[3]
- 59 — Коэлью (Coelhos)[3] (герб удалён)
- 60 — Овейру (Oveiros)[3]
- 61 — Ферейра (Fereiras)[3]
- 62 — Сикейра (Siqveiras > Siqueiras)[3]
- 63 — Серкейра (должно быть Сервейра — ошибка реставраторов: Cerqveiras > Cerqueiras < Cerveiras)[3]
- 64 — Пиментел (Pimenteis)[3]
- 65 — Фойш (должно быть Гойюш — ошибка реставраторов: Fois < Goios)[3]
- 66 — Арсаш (должно быть Аркаш от Арка — ошибка реставраторов: Arsas < Arcas)[3]
- 67 — Пинту (Pintos)[3]
- 68 — Гоувейя (Govveas > Gouveias)[13]
- 69 — Фария (Faria)[13]
- 70 — Виейра (Vieiras)[13]
- 71 — Агияр (Agviar > Aguiar)[13]
- 72 — Боржеш (Borges)[13] (возможно Хорхе Луис Борхес был потомком этого рода; в Португалии — Жорже Луиж Боржеш)